# 柳江道
柳江道（りゅうこう-どう）は中華民国北京政府により設置された広西省の道。

## 沿革
1913年（民国2年）に設置。観察使は馬平県に置かれ、下部に馬平、雒容、融県、羅城、柳城、懐遠、来賓、象県、宜山、天河、思恩、河池、安化、遷江の14県及び南丹土州、忻城土県、永順土司、永定土司の1土州・1土県・2土司を管轄した。1914年（民国3年）5月に観察使は道尹と改められた。1926年（民国15年）に廃止されている。

## 行政区画
廃止直前のもの。
県
- 河池県
- 宜山県
- 宜北県（安化県より改称）
- 三江県（懐遠県より改称）
- 思恩県
- 象県
- 遷江県
- 天河県
- 南丹県（南丹土州より改編）
- 馬平県
- 融県
- 来賓県
- 雒容県
- 羅城県
- 柳城県

土県
- 忻城土県

土司
- 永順土司
- 永定土司